# Glut am Horizont
Glut am Horizont ist ein Album des Sängers und Liedermachers Hannes Wader aus dem Jahre 1985.

## Entstehung/Bedeutung
Eine längere Zusammenarbeit in der Geschichte Waders sollte beginnen: Detlef Petersen wurde ab diesem Album bis Anfang der 1990er Jahre sein Produzent. Er schrieb auch die Musik für einige seiner Lieder und unterstützte Wader als Pianist. Zum zweiten und letzten Mal arbeitet Wader mit seiner Live-Band auch im Studio. Zusätzlich beschäftigte er vier Gastmusiker.

## Titelliste
1. Wir werden sehn – 6:16
2. Abschied – 3:28
3. Am Fluss – 5:57
4. Dioxin – 4:09
5. Damals – 4:41
6. Landsknecht – 6:16
7. Johnny – 4:22

## Bedeutung der Liedtexte
Das Lied Wir werden sehn gibt überarbeitet eine Rede des Häuptling Seattle vor dem amerikanischen Kongress wieder. Schon der Titel Pablo, der sich auf dem Album Nicht nur ich allein befindet, setzte sich mit der Problematik der Indianer, ihrer Vernichtung und Ausrottung auseinander.
Das Lied Damals ist autobiografisch zu sehen und handelt von dem jungen Wader vor seinem Durchbruch. Die Hoffnung junger Liedermacher den Durchbruch zu schaffen, klingt hier ebenfalls an. Das bekannte Original stammt von dem australischen Liedermacher Kevin Johnson und heißt Rock'n Roll (I gave you all the best years of my life).
Der Titel Abschied schildert eine Beziehung die in die Brüche ging und bei der die Frau den Mann verließ. Detlef Petersen schrieb die Musik zu diesem Titel. Ein weiterer Titel weist Reinhard Bärenz als Komponist aus. Es handelt sich um den Titel Dioxin, der sich satirisch mit der Mutation eines Kindes durch Dioxine auseinandersetzt. In beiden Fällen stammt der Text von Hannes Wader.
Das bekannteste Lied dieses Albums ist Am Fluss, das damals zum Anlass des 20-jährigen Bühnenjubiläums 1986 mehrmals vom Liedermacher in verschiedenen Fernsehsendungen vorgetragen wurde. Auch gab es viele Interviews mit dem Künstler zu diesem Anlass.
Das Lied Johnny – Brief von Mary Cleveland, Ohio an Johnny, Soldat der US-Armee, Mainz, wie es vollständig betitelt ist, ist das zweite politische Lied dieses Albums. Es setzt sich kritisch mit dem Thema Krieg im Allgemeinen und mit dem Vietnamkrieg im Besonderen, mit Rassenvorurteilen, den gesellschaftlichen Problemen der jungen Generation und anderen damals relevanten Themen auseinander.
Der Titel Landsknecht erzählt von einem Knecht im Dreißigjährigen Krieg, der sich auf der Flucht vor seinen Herren und Feinden befindet und Söldner wird. Am Ende wird er von der Realität eingeholt und begegnet wieder seinen Feinden. Dieser Titel gibt Einblicke in den Aufbau der damaligen Gesellschaft und den Lebensverhältnissen und -bedingungen.